# Diagourou
Diagourou est une commune rurale située dans le département de Coalla de la province de la Gnagna dans la région de l'Est au Burkina Faso.

## Géographie
Diagourou – commune agro-pastorale à centres d'habitations dispersés – est située à 25 km au Nord-Est de Coalla.

## Santé et éducation
Le centre de soins le plus proche de Diagourou est le centre de santé et de promotion sociale (CSPS) de Coalla.